# シーズン・トゥ・リスク
シーズン・トゥ・リスク（Season to Risk）は、アメリカのロック・バンド。1989年にミズーリ州カンザスシティのローカル・パンク・バンド、Nine LivesとCurious Georgeのメンバーで結成された。結成から多くのメンバー・チェンジを経たが、スティーヴ・チュリパーナとデュアン・トロワーは結成当初から現在まで在籍する。チュリパーナとスミスはRoman Numeralsというバンドでも活動している。

## メンバー
- スティーヴ・チュリパーナ（Steve Tulipana） - ボーカル、ギター、キーボード (1989年- )
- デュアン・トロワー（Duane Trower） - ギター、キーボード (1989年- )
- デヴィッド・シルヴァー（David Silver） - ドラム、キーボード、サンプラー (1994年- )
- ビリー・スミス（Billy Smith） - ベース、キーボード (1999年- )
- ウェイド・ウィリアムソン（Wade Williamson） - ギター、キーボード (1999年- )

### 旧メンバー
- ポール・マリノウスキ（Paul Malinowski） - ベース (1989年-1995年)
- ジョシュ・ニュートン（Josh Newton） - ベース (1995年-1998年)
- ジェイソン・ジャーケン（Jason Gerken） - ドラム (1994年)
- クリス・シャープ（Chris Sharp） - ベース (1999年)
- チャド・サビン（Chad Sabin） - ドラム (1992年-1994年)
- ピーター・ムーレイ（Peter Murray） - ドラム (1992年)
- クリス・メトカーフ（Chris Metcalf） - ドラム (2003年-2009年)
- ローレン・チェンバース（Loren Chambers） - ドラム (初期のデモ)
- フランク・ゲイリーマーティン（Frank Garymartin） - ドラム (1994年)
- マイク・メイヤーズ（Mike Meyers） - ドラム (2002年)
- ジェリー・ベイトン（Jerry Baten） - ドラム (1990年)
- ティム・ドウ（Tim Dow） - ドラム (1990年、1992年、1994年)

## ディスコグラフィ

### スタジオ・アルバム
- Season to Risk (1993年、Columbia)
- In a Perfect World (1995年、Columbia)
- Men are Monkeys, Robots Win (1998年、Thick)
- The Shattering (2001年、Owned & Operated)
- 1-800-Meltdown (2025年、Init)